# 298電腦特區

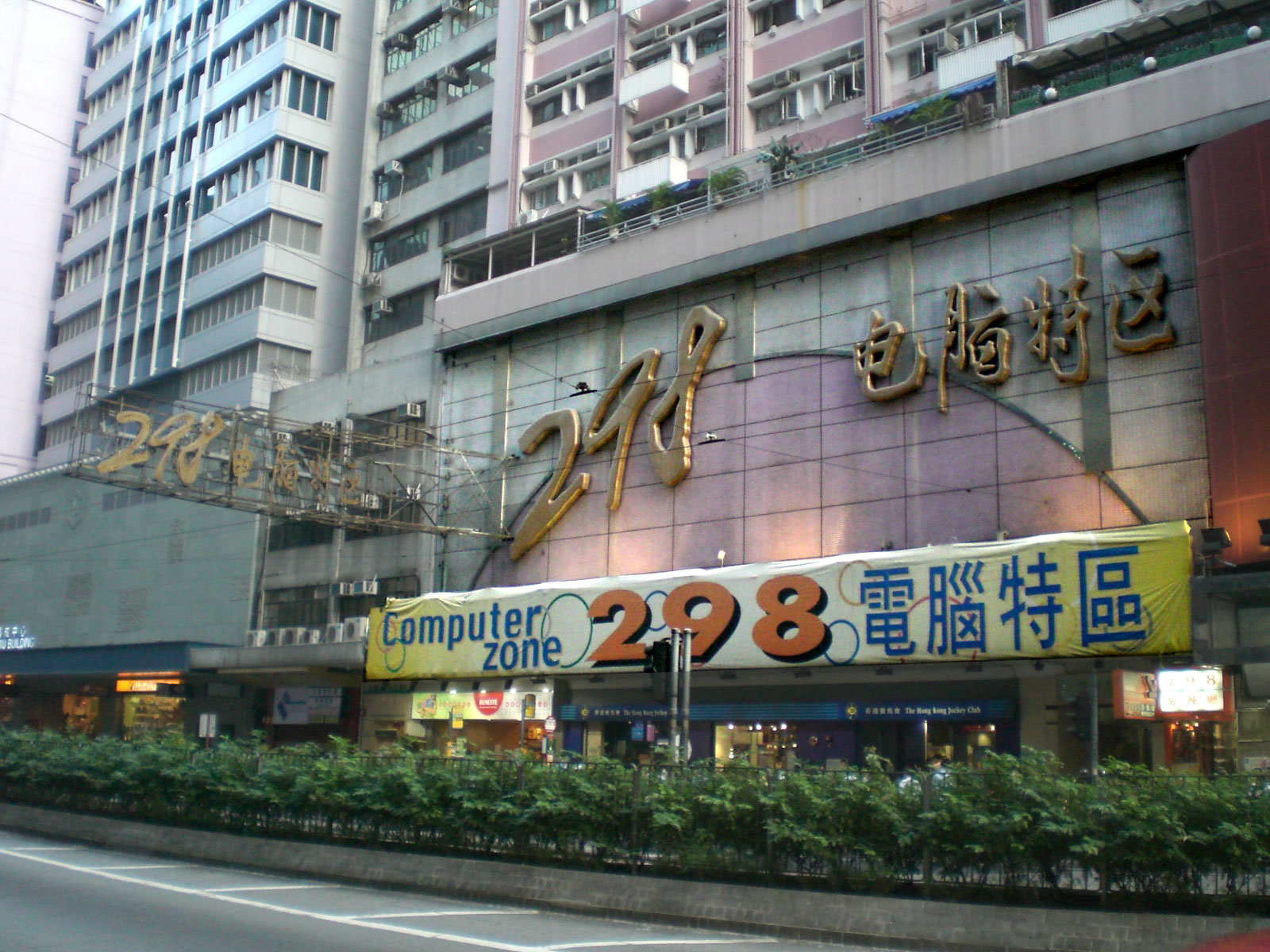
298電腦特區

298电脑特区為香港一个电脑商场，出售电脑及其他IT类电子消费产品，位于湾仔区轩尼诗道298号廣生行大廈地下至二樓，近集成中心。
湾仔298电脑特区和附近的湾仔电脑城皆广为人知，其经营模式学习深水埗黄金商场，楼上铺面实用面积不大，服务种类有：整机组装、出售电脑硬件、周边设备、软件等。